# Аржанс (река)
Аржа́нс (фр. Argens) — река на юго-востоке Франции, течёт по территории департамента Вар.

## Характеристика реки
Исток реки Аржанс расположен на высоте 268 м над уровнем моря. Уклон стока в среднем оценивается в 2,35 ‰. Впадает в Средиземное море между Лионским заливом и Лигурийским морем. Длина реки 114 км. Площадь бассейна 2800 км². На станции в Рокбрюн-сюр-Аржанс максимальный расход воды в реке зарегистрирован январе (32,1 м³/с), минимальный — в августе (5,76 м³/с). Средний расход воды — 18,9 м³/с.

## Геология
В долине нижнего течения с юга встречаются выходы гранитных и гнейсовых пород, сформированные отложениями позднего протерозоя — раннего карбона (Маврские горы), а с севера — вулканогенно-осадочными отложениями пермского возраста. В конце максимума последнего оледенения уровень Средиземного моря опустился на 100 м ниже современного уровня, что привело глубокому врезанию нижней части долины реки Аржанс в морские отложения нижнего плиоцена, состоящие из мергеля, песка и гравия. После подъёма уровня моря система долин была погребена трансгрессивными отложениями.
По данным спорово-пыльцевого анализа первое воздействие человека на ландшафт долины реки Аржанс датируется около 7000 лет назад. Обнаружены свидетельства вырубки лесов и возделывания зерновых. В последние 3000 лет продолжалась вырубка леса, и происходило загрязнение отложений тяжёлыми металлами.